# Donavon Frankenreiter
Donavon Frankenreiter (Downey, 10 december 1972) is een Amerikaanse singer-songwriter en surfer. Hij is een goede vriend van Jack Johnson. Donavons zelfgetitelde debuutalbum werd dan ook in 2004 uitgebracht door Brushfire Records, de platenmaatschappij van Jack Johnson.

## Surfcarrière
Donavon begon als tiener te surfen in San Clemente, Californië. Hij tekende een sponsorcontract met Billabong. Dit gaf hem de mogelijkheid om te surfen over de hele wereld. Tijdens zijn reizen huurde hij een kamer op Hawaï van de ouders van Jack Johnson. In deze tijd werden zij goede vrienden. Donavon is vooral bekend door zijn optredens in de Drive Thru serie van surfvideo's.

## Muzikale Carrière
In 1990 begon Frankenreiter op achttienjarige leeftijd bij de band Peanut Butter and Jam. In 1996 begon hij zich serieus op zijn muzikale carrière te richten toen hij de band Sunchild vormde. Binnen deze band was hij de leadgitaarspeler, maar hij zong niet. Zij brachten hun eerste cd Barefoot & Live uit in 1997. In 2000 volgde hun tweede album California Honey.
In 2001 begon Donavon aan een solocarrière. In 2002 tekende hij een contract bij Brushfire Records. Zijn zelfgetitelde album, Donavon Frankenreiter werd opgenomen met als co-producers Jack Johnson en Mario Caldato Jr. Jack Johnson komt zelf ook op het album voor. Ook G. Love en Eels lid Koool G. Murder zijn op zijn album te horen. In april 2004 kwam het album in Australië uit omdat hij daar al een goede naam had opgebouwd door zijn surfcarrière en samenwerking met Jack Johnson.
In 2006 ging hij weg bij Brushfire Records en tekende hij een contract bij Lost Highway Records, waar onder andere artiesten als Elvis Costello, Ryan Adams en Willie Nelson onder contract staan. Op 6 juni 2006 kwam zijn tweede album uit, genaamd Move by yourself.
Donavons eerste live-dvd, Donavon Frankenreiter: The Abbey Road Sessions is gefilmd en opgenomen tijdens een speciaal concert in Abbey Road Studios in Londen in november 2005.

## Discografie

### Albums
| Album met eventuele hitnotering(en) in de Nederlandse Album Top 100 | Datum van verschijnen | Datum van binnenkomst | Hoogste positie | Aantal weken | Opmerkingen |
| ------------------------------------------------------------------- | --------------------- | --------------------- | --------------- | ------------ | ----------- |
| Barefoot & live                                                     | 1997                  | -                     |                 |              |             |
| California honey                                                    | 2000                  | -                     |                 |              |             |
| Donavon Frankenreiter                                               | 2004                  | -                     |                 |              |             |
| Move by yourself                                                    | 2006                  | 10-06-2006            | 49              | 5            |             |
| Recycled recipes                                                    | 2007                  | -                     |                 |              | ep          |
| Pass it around                                                      | 2008                  | 23-08-2008            | 80              | 2            |             |
| Glow                                                                | 2010                  | -                     | -               | -            |             |
| Recycled Recipes, Vol. 2                                            | 2011                  | -                     | -               | -            |             |
| Start Livin'                                                        | 2012                  | -                     | -               | -            |             |
| The Heart'                                                          | 2015                  | -                     | -               | -            |             |

- Bibliothèque nationale de France: cb14463488q (data)
- Gemeinsame Normdatei: 135365139
- International Standard Name Identifier: 0000 0000 5516 7183
- Library of Congress Control Number: no2006100752
- MusicBrainz: cf66ee44-360b-445e-bfb8-e20e69325742
- Système universitaire de documentation: 077444930
- Virtual International Authority File: 24824917
- WorldCat: E39PBJtrQ3gJYVYGQ4kDDRPRKd